# Gałęziak płowobrzuchy
Gałęziak płowobrzuchy (Tylomys fulviventer) – gatunek gryzonia z podrodziny gałęziaków (Tylomyinae) w rodzinie chomikowatych (Cricetidae). Po raz pierwszy został opisany naukowo przez Harolda E. Anthony’ego w 1901 na łamach wydawanego przez Natural History Museum Library „Annals and Magazine of Natural History”. Typowa lokalizacja: Panama, prowincja Darién, Tacarcuna, na wysokości 1280 m n.p.m. Gałęziak płowobrzuchy znany jest tylko z niewielkiego obszaru na terenie panamskiej prowincji Darién. Jest gatunkiem monotypowym. Uważany bywa także za podgatunek gałęziaka magdaleńskiego lub synonim gatunku gałęziak panamski. Międzynarodowa Unia Ochrony Przyrody (IUCN) wymienia Tylomys fulviventer w Czerwonej księdze gatunków zagrożonych jako gatunek o nieokreślonym stopniu zagrożenia (DD – data deficient).

## Systematyka
Po raz pierwszy został opisany naukowo przez Harolda E. Anthony’ego w 1916 na łamach wydawanego przez Natural History Museum Library „Annals and Magazine of Natural History”. Typowa lokalizacja: Panama, prowincja Darién, Tacarcuna, na wysokości 1280 m n.p.m. Jest gatunkiem monotypowym. Uważany bywa także za podgatunek gałęziaka magdaleńskiego lub synonim gatunku gałęziak panamski.

## Nazewnictwo
W wydanej w 2015 roku przez Muzeum i Instytut Zoologii Polskiej Akademii Nauk publikacji „Polskie nazewnictwo ssaków świata” dla gatunku Tylomys fulviventer zaproponowano polską nazwę gałęziak płowobrzuchy.

## Budowa ciała
Jest opisywany jako podobny do gałęziaka stokowego. Część grzbietowa gałęziaka płowobrzuchowego jest wybarwiona na kolor ciemnobrązowy, z jasnobrązowoochrową sierścią po obu stronach linii środkowej grzbietu, natomiast część brzuszna jest ochrowobrązowa. Ogon jest dłuższy od tułowia, ciemnoszary u nasady. Kończyny są ciemne. Samice mają 2 pary sutków ulokowanych w pachwinie.
|                         | wymiar |
| ----------------------- | ------ |
| długość tułowia z głową | 218 mm |
| długość ogona           | 233 mm |

## Tryb życia
Holotyp gałęziaka płowobrzuchego został schwytany na poziomie terenu. Prawdopodobnie wiedzie naziemny tryb życia.

## Rozmieszczenie geograficzne
Typowa lokalizacja: Panama, prowincja Darién, Tacarcuna, na wysokości 1280 m n.p.m. Gałęziak płowobrzuchy znany jest tylko z niewielkiego obszaru (rzędu 90,3 km²) na terenie panamskiej prowincji Darién.

## Ekologia
W skład diety gałęziaka płowobrzuchego prawdopodobnie wchodzą liście, owoce i nasiona. Okaz gryzonia został zwabiony do pułapki za pomocą banana.

### Siedlisko
Gałęziak płowobrzuchy zasiedlał lasy tropikalne i lasy deszczowe.

## Ochrona
Międzynarodowa Unia Ochrony Przyrody (IUCN) wymienia Tylomys fulviventer w Czerwonej księdze gatunków zagrożonych jako gatunek o nieokreślonym stopniu zagrożenia (DD – data deficient).